# Brachyolmie
Die Brachyolmie (von altgriechisch βραχύς brachýs, deutsch ‚kurz‘ und altgriechisch ὄλμος olmos, deutsch ‚Walze, Rumpf‘) bezeichnet eine Gruppe von autosomal rezessiv  oder dominant erblichen Erkrankungen, Skelettdysplasien  mit ausschließlichem Befall der Wirbelsäule.
Allen Formen ist der Beginn der Auffälligkeiten in der Kindheit mit hauptsächlich den Rumpf betreffendem Kleinwuchs gemeinsam.
Synonyme sind: Brachyolmie, rezessiver Typ; Brachyolmie Typ Hoback; französisch Dysplasie spondylarie pure; Dreyfus-Syndrom (obsolet)
Die Namensbezeichnung bezieht sich auf den Erstautor der Erstbeschreibung aus dem Jahre 1961 durch den norwegischen Kinderarzt A. Hobaek.
Der Begriff „Brachyolmie“ wurde im Jahre 1975 durch den Kinderarzt aus Lille G. Fontaine und Mitarbeitern geprägt.

## Klassifikation
Die Einteilung erfolgt überwiegend nach klinischen Kriterien:
- Typ IA (Typ Hobaek; BCYM1a; eigentliche Brachyolmie; Spondylodysplasie mit reiner Brachyolmie), autosomal-rezessiv[5], Manifestation in der späten Kindheit, auf den Stamm beschränkter Minderwuchs
- Typ IB  (Typ Toledo; BCYM1b; Spondyloepiphysäre Dysplasie Typ Toledo; PAPS-Chondroitin-Sulfat-Sulfotransferasemangel), autosomal-rezessiv[6], Skelett- und Wirbelveränderungen wahrscheinlich identisch Typ Hobaek, zusätzlich vermehrte Ausscheidung von Glykosaminoglykanen aus und periphere Hornhauttrübungen
- Typ II (Typ Maroteaux; BCYM2), autosomal-rezessiv[7], Manifestation in der Kindheit, unregelmäßige und verschmälerte Zwischenwirbelräume, deutliche Verformung der Wirbelkörper
- Typ III (Brachyrachie; BCYM3), autosomal-dominant mit Mutationen im TRPV4-Gen im Chromosom 12 am Genort q24.11[8], Symptome weniger schwer, meist Skoliose oder Kyphose
- Typ IV (Typ Pakistani; Spondylodysplasie mit prämaturer Pubarche; BCYM4) mit milden epi- und metaphysären Veränderungen, mit Mutationen am PAPSS2-Gen im Chromosom 10 an q23.2-q23.3[9]

## Klinische Erscheinungen
Klinische Kriterien sind:
- Mäßiger kurzrumpfiger Kleinwuchs
- Manifestation im späten Kindesalter
- Generalisierte Platyspondylie, unregelmäßige Begrenzung der Wirbelkörper
- Skelett sonst unauffällig

## Diagnose
Die genetische Beratung kann sich nur auf den Erbgang beziehen. Eine vorgeburtliche Diagnostik ist nicht möglich, eine spezifische Therapie ist nicht bekannt.
Eine Brachyolmie kann auch im Rahmen von Syndromen auftreten, so bei der Brachyolmie und Amelogenesis imperfecta.